# 向下侵蝕
向下侵蝕又稱下切河流、下切侵蝕、下切，是一種河流的侵蝕作用。由於河水受重力作用，產生由高往低的動能，對河床底部進行挖蝕、磨蝕，以增加河道深度。由於河床坡度越大，流速越大，使得向下侵蝕的力道增加，故通常在河的上游進行。常見的地型有河階、V型谷。